# جیمز لامی
جیمز لامی (انگلیسی: James Lamy; ۳۰ مهٔ ۱۹۲۸ – ۳۰ مهٔ ۱۹۹۲)از برندگان مدال‌های بازی‌های المپیک زمستانی و  اهل ایالات متحده آمریکا بود.